# Völsunga-saga

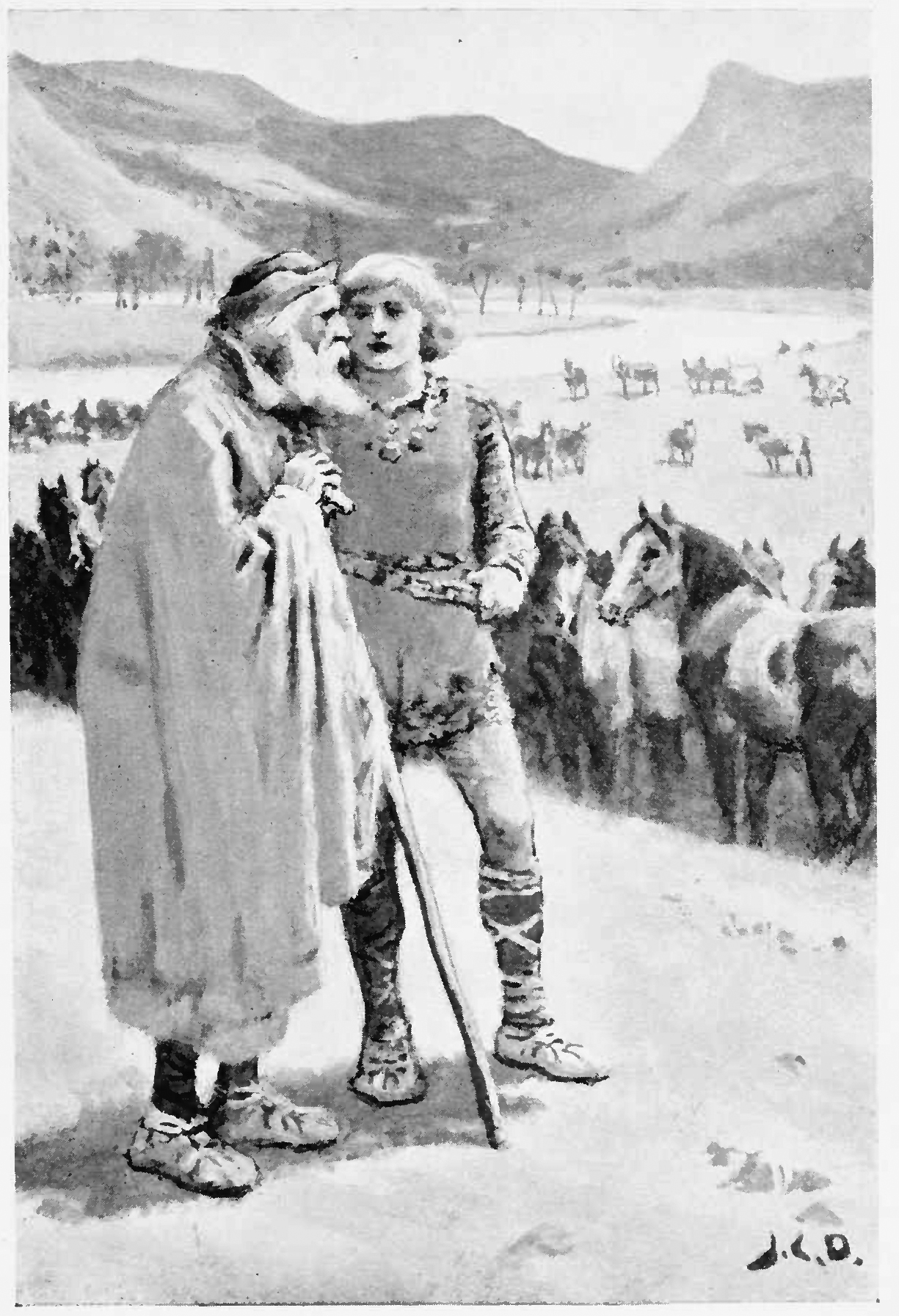
De vreemdeling adviseerd Sigurd hoe hij zijn paard moet kiezen,
Stories of Norse Heroes from the Eddas and Sagas, 1909

De Völsunga-saga is een 13e-eeuwse sage over de opkomst en ondergang van de clan van de Völsung. Deze Germaanse proza bewerking van de Oude Edda is de oudste bron voor de Noorse versie van het verhaal van Sigurð (Sigurd, Siegfried) en Brunhilde. Richard Wagners opera Der Ring des Nibelungen is mede op deze sage geïnspireerd.

## Manuscript
De Völsunga-saga is door een onbekende auteur in proza geschreven in de late 13e eeuw. Het is gebaseerd op eerdere epische gedichten, die in de orale traditie werden overgedragen. Een gedeelte uit de Thidrekssaga is er in opgenomen. De saga is een combinatie van historische feiten, mythen en sprookjesmotieven. Het oudste manuscript waarin de sage is vastgelegd werd bewaard bij de Koninklijke Bibliotheek van Denemarken (Ny kgl. Saml. 1824 b 4to).

## Episoden
- genealogie van de Völsungen: Odin, Sigi, Rerir, Völsung, Sigmund en Signy.
- Völsungs dood door Siggeir, Signy's echtgenoot en koning der Goten. De wraak van Sigmund en zijn zoon Sinfjötli.
- avonturen van Helgi (Sigmundszoon).
- verhaal van Sigurd, Brynhild en Gudrun.
- moord op Gudruns broers door koning Atli en Gudruns wraak.
- verhaal van Svanhild, de dochter van Sigurd en Gudrun. Svanhilds dood door Jörmunrek en de wraak van haar halfbroers Hamdir en Sörli.

## Bewerkingen
Het epos Nibelungenlied is gebaseerd op dezelfde verhalen, die vanaf de Middeleeuwen bekend waren in alle Germaanse landen. Naast Wagners opera, is er ook van Ernest Reyer een opera Sigurd. William Morris schreef een episch gedicht The Story of Sigurd the Volsung and the Fall of the Niblungs over dezelfde materie. Ook J.R.R. Tolkien schreef een episch gedicht gebaseerd op deze en andere Oudnoorse bronnen: The Legend of Sigurd and Gudrun.

## Vertalingen
- De saga van de Völsungen, vert. Marcel Otten, 1996. ISBN 9026314124
- Vǫlsunga saga. Nachwort hrsg. von Uwe Ebel. Metelen/Steinfur, DEV, 1997. ISBN 3-927397-33-4
- The Saga of the Volsungs. The Norse epic of Sigurd the dragon slayer. Introd. and transl. by Jesse L. Byock. Berkeley, University of California Press, 1990. ISBN 0-520-06904-8

## Bron
- Dit artikel of een eerdere versie ervan is een (gedeeltelijke) vertaling van het artikel Völsunga saga (inventor) op de Engelstalige Wikipedia, dat onder de licentie Creative Commons Naamsvermelding/Gelijk delen valt. Zie de bewerkingsgeschiedenis aldaar.
- Otten, M. (1994), Edda, Ambo-Olympus, Amsterdam, 2000, p. 352, 353